# Villa Zugni Tauro de Mezzan
La Villa Zugni Tauro de Mezzan, situada en Grum (Feltre, Belluno), a los pies del parque nacional de las Dolomitas de Belluno, es un importante ejemplo de arquitectura rural véneta, protegida por la Ley de Protección de Bienes de Interés Artístico o Histórico 1089/1939 (Legge 1 Giugno 1939, N.1089 Tutela delle cose d'interesse Artistico o Storico). Este conjunto, equipado con jardín, está compuesto por el cuerpo principal, un anexo rústico utilizado como granero y un oratorio.

## Origen e historia

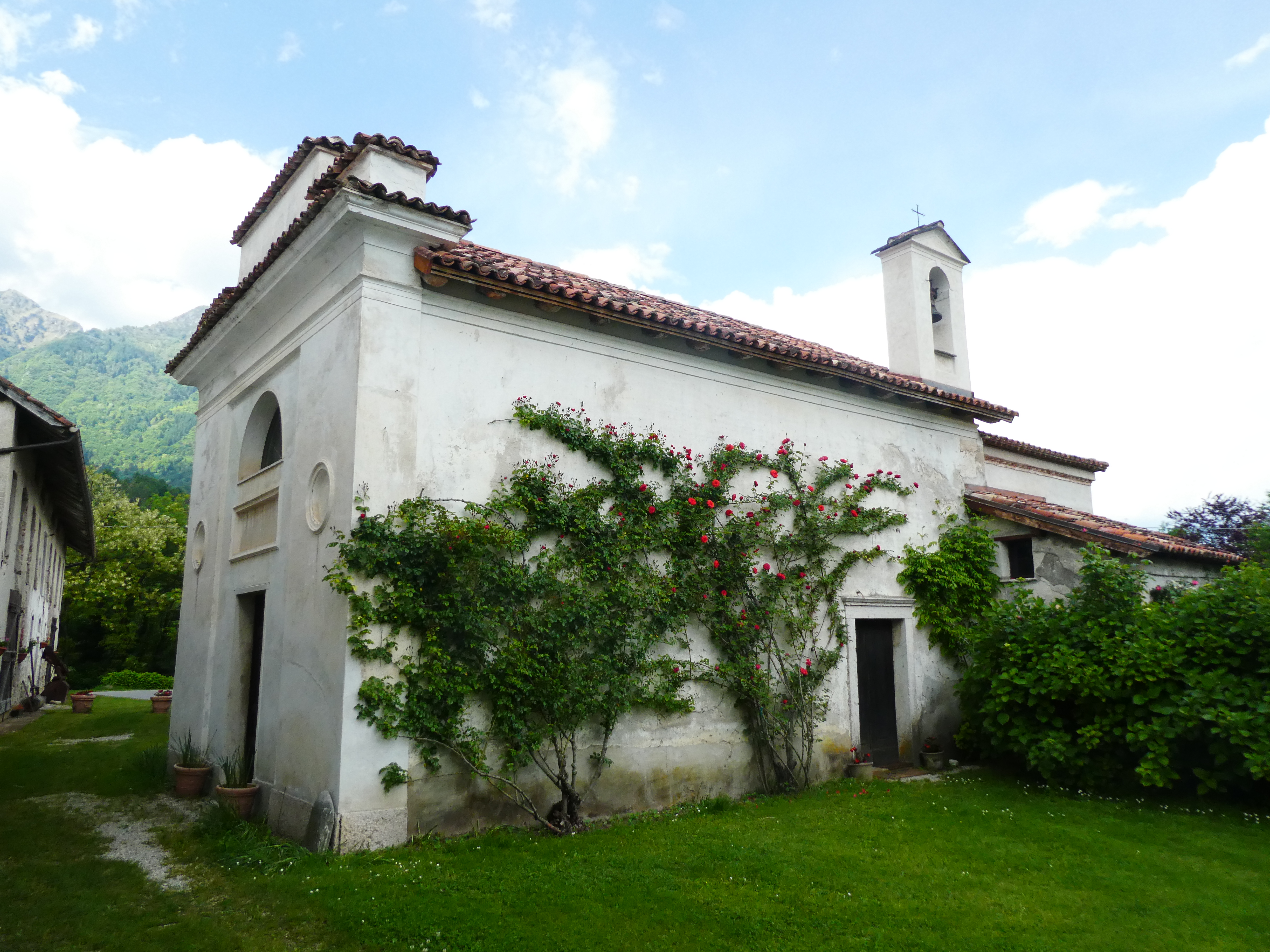
Oratorio de San Esteban

La villa se origina en la segunda mitad del siglo XVII, cuando los condes De Mezzan de Feltre decidieron construir su morada, probablemente incorporando una casa señorial más antigua, aún visible en el diseño del ala este. No hay testimonios ciertos sobre el autor del proyecto, mientras que es seguro el encargo por parte de la familia, documentada en la ciudad desde el siglo XiII.
La villa surge en el centro de una vasta propiedad, con función de dirección y control de la empresa agrícola familiar, función que aún conserva: la empresa, en efecto, seguía todavía activa en el primer cuarto del siglo XXI, gestionada por los descendentes de la familia, que se ocupaban también de la granja, de los apartamentos turísticos, de las visitas guiadas, de las degustaciones y del pequeño museo agrícola. El conjunto está compuesto por un cuerpo principal, aislado y con desarrollo horizontal; un granero monumental y un oratorio dedicado a San Esteban, con frescos que datan al 1654.
En 1927, la villa fue heredada por Giuditta de Mezzan, casada con Spartaco Zugni Tauro, que unificó los dos apellidos. En 1929 el conjunto recibió una restauración significativa, durante la cual el edificio principal fue enriquecido de una verja de hierro forjado realizada por el artista Carlo Rizzarda, herrero originario de la ciudad de Feltre.

## Descripción del bien cultural
La casa señorial, en perfecto estado de conservación, tiene una fachada que, hasta el siglo pasado, en la planta baja presentaba una decoración pintada a almohadillado. Recientes investigaciones en el enlucido debajo de los alféizares de las ventanas han sacado a la luz una decoración geométrica di probable origen del siglo XVIII. Al interior, un amplio entorno parcialmente enterrado está decorado con pinturas murales que datan al siglo XX y representan plantas y animales, tanto locales como exóticas, intercalados con detalles de decoración como fuentes y cabañas.
El granero, datado entre los siglos XVII y XIX y también en óptimo estado, se caracteriza por un cuerpo central con un frontón tetrástilo, desarrollado en un orden gigante de semicolumnas toscanas, flanqueado lateralmente por semipilastras y arcos ciegos.
El oratorio, construido en el siglo XV y perfectamente conservado, está dedicado a San Esteban y se encuentra en la parte trasera del conjunto. Al interior se pueden admirar frescos del siglo XVII que representan la virgen con los santos Esteban, Roque, Bárbara y Juliana, que dan testimonio de la antigua función de capilla privada de la familia De Mezzan.
El jardín, actualmente reducido a prado, estaba dispuesto en origen según los dictados del estilo informal, como se ve en una litografía del siglo XIX de Marco Moro. Al norte del jardín se extiende un pequeño huerto de forma triangular. El vasto prado en el lado sur del edificio señorial está delimitado por elegantes rejas de hierro forjado, obra del artista Carlo Rizzarda. Presenta un diseño lineal en el que se alternan volutas y elementos de estilo Liberty, con detalles nobiliarios y motivos naturalistas.